# ボクらの冒険
「ボクらの冒険」（ボクらのぼうけん）は、Kids Aliveの通算4作目のシングル。2001年11月14日にcutting edgeから発売された。

## 解説
表題曲は、テレビ東京系テレビアニメ『ヒカルの碁』のエンディングテーマに起用された。2002年にリリースしたファーストアルバム『3 Colors Infinity』に収録されている。

## 収録曲
1. ボクらの冒険 [3:56] 
  - 作詞：Keiji / 作曲：Keiji・朝三“sammy”憲一 / 編曲：Kids Alive・朝三“sammy”憲一
2. Reign Heart [4:09] 
  - テレビ東京系『倫敦音楽館 Lon-mu』 オープニングテーマ
  - 作詞：Keiji・Jam / 作曲：Keiji / 編曲：Kids Alive・朝三“sammy”憲一
3. ボクらの冒険 (TV MIX) [3:56]
4. Reign Heart (TV MIX) [4:05]

## 収録作品・カバー
| 発売日         | タイトル                                                        | 規格品番              |
| -------------- | --------------------------------------------------------------- | --------------------- |
| 2002年01月23日 | オリジナルアルバム『3 Colors infinity』                         | CTCR-18034            |
| 2002年01月23日 | 若草恵『ヒカルの碁 音楽撰 遥かなる高み』<tv-size>               | AVCA-14272            |
| 2003年12月17日 | 『SINGLE HITS COLLECTION BEST OF avex anime』                   | AVCA-14813 AVCA-14876 |
| 2010年04月14日 | 『新・百歌声爛 男性声優編』(代永翼によるカバー)                 | ESCL-3396 ESCL-3398   |
| 2020年10月27日 | 「我們的冒険」ヒカルの碁 (中国ネットドラマ版)エンディングテーマ |                       |